# Katarzyna Nowak (judoczka)
Katarzyna Nowak (ur. 10 kwietnia 1986) – polska judoczka.
Była zawodniczka KS Polonia Rybnik (2001-2005). Brązowa medalistka mistrzostw Polski seniorek 2003 w kategorii poniżej 48 kg. Piąta zawodniczka mistrzostw świata juniorek 2004.